# Гормити
„Гормити“ (на английски: Gormiti) е италианско-френски анимационен сериал, дебютиран на 27 октомври 2008 г. и свършва през 2010 г.

## „Гормити“ В България
В България сериалът е излъчен на 3 април 2010 г. по Нова телевизия. Ролите се озвучават от артистите Ани Василева, Николай Николов, Здравко Методиев и Димитър Иванчев.